# Шинкаренко Іван Анатолійович
Іван Анатолійович Шинкаренко (нар. 1 жовтня 1986, Київ) — український підприємець, політик, Народний депутат України 9-го скликання від партії Слуга народу.

## Життєпис
Закінчив Київський політехнічний інститут ім. Сікорського», директор ТОВ «Духмяна піч». Працював Інститут поновлюваної енергетики Академії наук України. Співзасновник, керівник ГО «Центр екологічних досліджень та розвитку».

## Політика
Кандидат у народні депутати від партії «Слуга народу» на парламентських виборах 2019 року, № 121 у списку. На час виборів: інженер Інституту відновлюваної енергетики Академії наук України, безпартійний.
- Член міжфракційного об'єднання «Південь України»

- Член міжфракційного об'єднання «Українці в світі»

- Член міжфракційного об'єднання БлокчейнФоЮкрейн (Blockchain4Ukraine)

- Член Української частини Парламентського Комітету асоціації.

## Парламентська та державна діяльність
Член Комітету Верховної Ради з питань антикорупційної політики, голова підкомітету з питань міжнародного партнерства та співробітництва щодо реалізації антикорупційної політики у фінансовій, агропромисловій і енергетичній сферах.
Є ініціатором законопроєкту № 3944 «Про внесення змін до статті 51 Кодексу торговельного мореплавства України щодо вимог до кваліфікації членів екіпажу», який було прийнято в цілому 235 голосами та законопроєкту № 10255 « Про внесення змін до Кодексу України про адміністративні правопорушення щодо посилення відповідальності за використання публічних коштів посадовими особами розпорядниками та одержувачами коштів державного та місцевих бюджетів, підприємств державного та комунального сектора економіки», який отримав підтримку у сесійній залі, отримавши 286 голосів. Попереду друге читання законопроєкту.
Керівник групи міжпарламентських зв'язків із Мексикою, заступник керівника групи зв'язків із Бразилією, співголова групи зв'язків із Гватемалою, член груп зв'язків із Кіпром, Колумбією, Коста-Рикою Кореєю, Норвегією, член об'єднання «Група дружби з країнами Карибського басейну», співголова об'єднання «Україна — держави Латинської Америки і Карибського басейну: співпраця заради майбутнього».
22 Липня 2025 року проголосував за проєкт закону 12414, що обмежує Національне антикорупційне бюро України та Спеціалізовану антикорупційну прокуратуру. Закон викликав хвилю антикорупційних протестів.